# Nanaphora verbernei
Nanaphora verbernei is een slakkensoort uit de familie van de Triphoridae. De wetenschappelijke naam van de soort werd, als Triphora verbernei, in 1989 voor het eerst geldig gepubliceerd door Robert Moolenbeek en Marien J. Faber.